# Don Heck
Donald L. Heck  (2 de enero de 1929-23 de febrero de 1995) fue un dibujante de historietas estadounidense más conocido por cocrear los personajes de la editorial Marvel Comics Iron Man, Avispa, Viuda Negra, Ojo de Halcón y Hombre Maravilla, así como por su larga carrera dibujando la serie del equipo de superhéroes Los Vengadores de Marvel durante la Edad de plata de los cómics en la década de 1960.

## Biografía

### Vida y carrera temprana

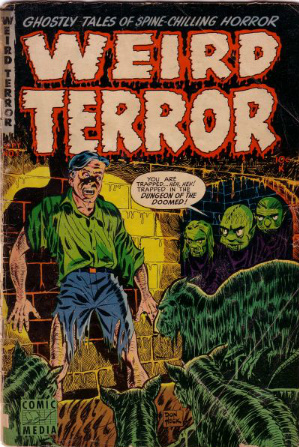
Uno de los primeros créditos de cómics conocidos de Heck: Weird Terror #1 (septiembre de 1952): portada, más la historia «Hitler's Head».

Heck nació en el barrio Jamaica de Queens, en la ciudad de Nueva York, hijo de Bertha y John Heck, de ascendencia alemana. Heck aprendió arte a través de cursos por correspondencia, así como en la Escuela Secundaria Vocacional Woodrow Wilson en Jamaica y en un colegio comunitario en Brooklyn. Continuó con su educación artística improvisada en diciembre de 1949 cuando, por recomendación de un amigo de la universidad, consiguió un trabajo en la editorial Harvey Comics. Allí reutilizó fotocopias de tiras de prensa cómicas de periódico en forma de cómic, incluyendo entre ellas el trabajo del ídolo de Heck, el famoso dibujante Milton Caniff.
Heck permaneció en Harvey durante dos años y medio, donde uno de sus compañeros de trabajo en el departamento de producción fue el futuro dibujante de cómics Pete Morisi. Cuando Allen Hardy, un empleado de Harvey, se separó «para comenzar su propia línea, Media Comics [sic; en realidad Comic Media], en 19521», Heck recordó en 1993 que Hardy «me llamó y me pidió que me uniera». El primer trabajo de cómic conocido de Heck apareció en dos títulos de Comic Media, ambos con fecha de portada de septiembre de 1952: el cómic bélico War Fury #1, para el cual dibujó a lápiz y entintó la portada y la historia de ocho páginas «The Unconquered», de un escritor desconocido; y la portada y la historia de seis páginas «Hitler's Head», también de un escritor desconocido, en historieta de terror terror Weird Terror #1. El trabajo de Heck siguió apareciendo en esos títulos y en la antología de terror Horrific, para la que diseñó el logo; la antología de aventuras y drama Danger; la antología de wéstern Death Valley; y otros títulos hasta la desaparición de la empresa a finales de 1954.
Heck también realizó trabajo independiente para Quality Comics, Hillman Comics y Toby Press. En 1955, para la editorial U.S. Pictorial, dibujó el one-shot Captain Gallant of the Foreign Legion, una historieta basada en el programa infantil sindicado (1955–195757) del mismo nombre.

### Atlas Comics
A través de su antiguo colega de Harvey Comics, Pete Morisi, Heck conoció en 1954 a Stan Lee, entonces editor en jefe y director de arte de Atlas Comics, predecesora de Marvel Comics. Como recordó Heck:
Pete Morisi, quien trabajó en Media al mismo tiempo [que yo], había estado en la oficina de Stan Lee, y se lo había llevado[, su portafolio de arte]. Una de mis historias estaba allí y Stan regresaba a mi historia, diciendo, «Esta es la manera en que deberías haberlo hecho». Pete dijo, «mira, si quieres que Don Heck venga aquí, está buscando trabajo también. Le diré que estás interesado». Stan dijo, «bueno, si ocurre que se da una vuelta por acá, podría tener una historia para él». Así que fui allí en un tarde de miércoles. Stan nunca veía a nadie los miércoles, y nunca veía a nadie en la tarde. Pero salió [a recibirme]. Miró las dos primeras páginas y dijo, «oh, diablos, sé cómo se ven tus cosas. Pasa. Tengo una historia para ti».
Heck se convirtió en artista de planta para Atlas el 1 de septiembre de 1954; su primer trabajo conocido para esa editorial fue la historia de terror de cinco páginas «Werewolf Beware» en Mystery Tales #25 (enero de 1955), aunque Heck recordó en 1993: «el primer trabajo que hice fue sobre un ballena rompiendo un barco. Luego hice (el feature) "Torpedo Taylor" para Navy Combat», dibujando ese feature de cinco o seis páginas en los #1-14 y 16 (junio de 1955 a agosto de 1957, febrero de 1958 ) y, curiosamente, haciendo una página de una historia de cinco páginas terminada por Joe Maneely en el #19 (agosto de 1958).
Heck trabajó en Atlas hasta la reducción del negocio de la editorial en 1957, cuando se despidió a la mayoría de su personal y trabajadores autónomos. Hasta entonces, contribuyó con docenas de historias de cómics bélicos y wésterns, además de unas pocas historietas de la selva, ciencia ficción y fantasía. Después de eso, Heck pasó un año dibujando vistas de aviones modelo para Berkeley Models.
Atlas comenzó a renovarse a fines de 1958 con la llegada del artista Jack Kirby, una leyenda de las historietas cuya carrera también necesitaba una renovación y que se dedicó a la ciencia ficción antológica, el misterio sobrenatural y las historias de monstruos gigantes de lo que se conocería como «Marvel pre-superhéroe». Heck regresó a la editorial junto con otras personas que pronto serían famosos durante el surgimiento de Marvel Comics como un fenómeno de la cultura pop en la década de 1960; hizo su primera aparición con la portada de Tales of Suspense #1 (enero de 1959), uno de los pocas portadas de Atlas de esa época que no fue dibujada por Kirby. En los años inmediatamente anteriores a la llegada de los 4 Fantásticos, Spider-Man y otros héroes populares de durante la ascendencia en la popularidad de Marvel, Heck dio una interpretación atmosférica a numerosas historias de ciencia ficción y fantasía en Tales of Suspense, así como en sus publicaciones hermanas Strange Tales, Tales to Astonish, Strange Worlds, World of Fantasy y Journey into Mystery. Heck también contribuyó a historietas románticas de Atlas como Love Romances y My Own Romance.
El dibujante de cómics Jerry Ordway, al describir esta era del trabajo de Heck, llamó al artista «verdaderamente infravalorado [...] Su trabajo en Atlas (anterior a Marvel) fue excelente, con un estilo limpio y nítido, y una línea de tinta que no se detenía».

### Edad de plata de las historietas
Durante el período que los fanáticos e historiadores llaman la Edad de plata de las historietas, el personaje Iron Man se estrenó en Tales of Suspense #39 (marzo de 1963) como una colaboración entre el editor y guionista Stan Lee, el guionista Larry Lieber, el artista Don Heck y Jack Kirby, quien proporcionó los lápices de portada y diseñó la primera armadura de Iron Man. Kirby «diseñó el disfraz», recordó Heck, «porque estaba haciendo la portada. Las cubiertas siempre se hacían primero. Pero creé el aspecto de los personajes, como Tony Stark y su secretaria Pepper Potts». El historiador de cómics y ex asistente de Kirby Mark Evanier, al investigar las afirmaciones de la participación de Kirby en la creación de Iron Man y Daredevil, entrevistó a Kirby y Heck sobre el tema; concluyó que Kirby:
«[...] definitivamente no hizo la composición completa de las páginas como se ha reportado erroneamente [...] sobre el primer «Iron Man». [A inicios de la década de 1970,] Jack afirmó que había hecho los diseños de página de esas historias y repetí esa afirmación en obras escritas - aunque no sin antes verificar con Heck, quien dijo, en efecto, «oh, sí. Recuerdo eso. Jack hizo los diseños de página». Después nos dimos cuenta que estaba equivocado. [...] Ambos también creían que Jack había contribuido al argumento de esas primeras apariciones - recuerdos que no correspondían como los de Stan Lee. (Larry Lieve hizo el guion de la primera historia de Iron Man a partir de un argumento que le dio Stan Lee.) También, en ambos casos, Jack ya había dibujado las portadas de esos número y hecho alguna cantidad de trabajo de diseño. Él ideó la apariencia inicial de la armadura de Iron Man [...]»
El mismo Heck recordó en 1985 que aunque algunas fuentes afirmaban que «que Jack Kirby había hecho el maquetado»,
[...] eso no es cierto. Yo lo hice todo. Ellos simplemente no se molestaron en llamarme y averiguarlo cuando escribieron los créditos. En verdad no importa. Jack Kirby creó el traje e hizo la portada del número. En realidad, el segundo traje, el de color rojo y amarillo, fue diseñado por Steve Ditko. [Este] me pareció más fácil que dibujar el voluminoso antiguo. El diseño anterior, el de aspecto robótico, era más del estilo de Kirby.
Heck fue el artista cocreador de varios personajes nuevos en Iron Man. El Mandarín debutó en Tales of Suspense #50 (febrero de 1964) y se convirtió en uno de los principales enemigos de Iron Man; Viuda Negra debutó en el número 52 de ese mismo título (abril de 1964) y Ojo de Halcón apareció por primera vez en el número 57 (septiembre de 1964). Dibujó Iron Man hasta el #46 (octubre de 1963), después de lo cual el entonces artista de Spider-Man Steve Ditko introdujo la familiar armadura roja y dorada de Iron Man y dibujó tres números del personaje. Heck regresó en el número 50 y continuó allí hasta el número 72 (diciembre de 1965).
Al mismo tiempo que dibujaba Iron Man, Heck fue el sucesor de Jack Kirby como dibujante deThe Avengers a partir del número 9 (octubre de 1964), en el que aparece por primera vez Hombre Maravilla. El personaje Conde Nefaria fue presentado por Lee y Heck cuatro números después. Heck, quien entintó sus propios lápices durante muchos años, hizo la transición al «método Marvel» de hacer cómics, en el que el dibujante trazaba y marcaba el ritmo de los detalles de una historia basada en una sinopsis o esquema de la trama del escritor, quien luego agregaba diálogo, y se le asignó la ayuda de un entintador por primera vez en su carrera. Se ajustó con éxito a este método y dibujó The Avengers hasta el número 40 (mayo de 1967), más el número anual de 1967, convirtiéndose esta en una de sus series emblemáticas. Entintó su propio trabajo a lápiz en los números 32 a 37. Heck regresó a The Avengers por última vez para coescribir y dibujar el número 45, con tintas de Vince Colletta.
Durante este periodo Heck cocreó a personajes como el villano y posteriormente héroe Swordsman en el número 19 (agosto de 1965); el supervillano Power Man que años más tarde se convirtió en el héroe Atlas en el número 21 (octubre de 1965); la entidad cósmica el Coleccionista en el número 28 (mayo de 1966); el personaje secundario Bill Foster, que mucho más tarde se convirtió en el superhéroe Goliat Negro en el número 32 (septiembre de 1966); y el supervillano Láser Viviente en el número 34 (noviembre de 1966). Durante la Edad de bronce de la historietas cocreó a otra entidad cósmica, Mantis, en el número 112 (mayo de 1973).
Durante la década de 1960 Heck dibujó The X-Men # 38-42 (noviembre de 1967 a marzo de 1968) e introdujo a los nuevos X-Men Polaris en el número 49 (octubre de 1968) y Havok en el número 54 (marzo de 1969). Heck dibujó, sobre los diseños de John Romita, The Amazing Spider-Man #57–64 y 66 (febrero a septiembre y noviembre de 1968). Dibujó números de Captain Marvel y Iron Man, la historieta bélica de la Segunda Guerra Mundial Captain Savage and his Battlefield Raiders, historias de terror en Chamber of Darkness y Tower of Shadows e historias de amor en las historietas románticas Our Love Story y My Love.
De 1966 a 1971, Heck fue un «artista fantasma» no acreditado en la tira de prensa diaria The Phantom de Lee Falk, y más tarde en la tira diaria Terry and the Pirates.[cita requerida]

### Movimiento a DC
Para 1970 el trabajo de Marvel se volvió menos frecuente y Heck realizó trabajo para DC Comics, la rival de Marvel Comics; comenzó con una historia corta en la antología sobrenatural House of Secrets #85 (mayo de 1970). Hizo su primer trabajo con un superhéroe de DC en The Flash #198 (junio de 1970), ilustrando una historia de respaldo y finalmente obtuvo trabajo adicional que incluyó cómics románticos y los features de respaldo Batgirl y <i>Jason Bard</i>  en Detective Comics, y Rose and the Thorn en Superman's Girl Friend, Lois Lane. Comenzó un periodo corto en Wonder Woman con el número 204 (febrero de 1973), en el que los poderes del personaje y el traje tradicional se restauraron después de varios años, y también trabajó como autónomo para la editorial de corta duración Skywald Comics.
Heck continuó trabajando ocasionalmente para Marvel a mediados de la década de 1970, dibujando números esporádicos de Daredevil, Sub-Mariner, Ghost Rider, The Avengers y otros, Dibujó Giant-Size Avengers #4 que presentaba la boda de Visión y Bruja Escarlata. El escritor Tony Isabella y Heck lanzaron un título nuevo del equipo de superhéroes The Champions en octubre de 1975. En 1977 comenzó a trabajar casi exclusivamente para DC. Heck explicó en 1985: «dejé Marvel para cambiar de ritmo. Se me seguían asignando a todos los nuevos entintadores. Todos los que llegaban, me tocaban. Un mal entintador puede matar una obra de arte. Una vez recuperé algunas páginas del entintado y simplemente las destruí, así de malas eran».
Con el escritor Gerry Conway, Heck cocreó al héroe cyborg de DC Steel, el Hombre Indestructible en el primer número (marzo de 1978) del cómic homónimo. Después de la cancelación de esa serie, Heck se convirtió en el artista regular deThe Flash y, en 1982, hizo equipo una vez más con Conway para dibujar Justice League of America, lo cual incluyó el crossover de ese año con el All-Star Squadron. Heck regresó a Wonder Woman y dibujó ese título hasta su cancelación en 1986. Más tarde ese mismo año, fue uno de los colaboradores en la serie limitada DC Challenge.

### Carrera posterior
A fines de la década de 1980 y principios de la de 1990, Heck regresó a Marvel, donde su trabajo incluyó features para las antologías de superhéroes Marvel Comics Presents y Marvel Fanfare. Regresó a dos personajes de sus personajes emblemáticos: entintó las historias de Ojo de Halcón en Avengers Spotlight #17-22 (abril-septiembre de 1989), además de dibujar el número 22; entinto la historia de Iron Man ocho páginas «The Other Way Our» del dibujante Mark Bright en Marvel Comics Presents #51 (junio de 1990); dibujó y entintó la historia de una página «Tony Stark, The Invincible Iron Man» en Iron Man Annual #12 (septiembre de 1991) y un pin-up en Marvel Super-Heroes vol. 2 #13 (abril de 1993).-
Heck también hizo algunos trabajos para cómics independientes como NightGlider de Topps Comics, Mr. Fixit de Hero Comics, NASCAR Adventures de Vortex, y P Lovecraft's Cthulhu: The Whisperer in Darkness de Millennium Publications. Su último trabajo en DC fue dibujar y entintar los diseños de Joe Quesada para Spelljammer #11 (julio de 1991). Su último trabajo de historieta conocido fue la historia de diez páginas «The Theft of Thor 's Hammer» del escritor Bill Mantlo, en Marvel Super-Heroes vol. 2 # 15 (octubre de 1993).

El ex editor en jefe de Marvel, Roy Thomas, dijo sobre Heck:
Don tuvo la mala suerte, creo, de no ser un artista de superhéroes quién, al inicio de los años sesenta, tuvo que encontrar sus nicho en un mundo dominado por superhéroes. Afortunadamente, como lo demostró primero con Iron Man y luego con los Vengadores, Don podía ponerse a la altura de la situación porque tenía talento de verdad y buena preparación en los aspectos fundamentales [del arte]. Hizo amalgama en su propio estilo de ciertos aspectos del estilo de Jack Kirby y se forjó un lugar para él mismo como uno de un puñado de artistas de auténtica importancia durante los primeros años de Marvel.
Heck murió de cáncer de pulmón en 1995. En el momento de su muerte vivía en el condado de Suffolk, Nueva York, en Long Island.

### Marvel Comics
- Amazing Adventures (vol. 1) #5 (1961)
- Amazing Adventures (vol. 2) #6-8 (1971)
- Amazing Spider-Man #57, 59-63, 66, Annual #3 (1966-1968)
- Avengers #9-15, 17-40, 45, 108-112, 145-146, 157, Annual #1-2 (1964-1977)
- Avengers Spotlight #22 (1989)
- Captain America Annual #10 (1991)
- Captain Marvel #5-10, 16 (1968-1969)
- Captain Savage and his Leatherneck Raiders #12-16 (1969)
- Chamber of Chills #3, 13 (1973-1974)
- Chamber of Darkness #1-2, 8 (1969-1970)
- Champions #1-2, 5 (1975-1976)
- Daredevil #103-106, 118 (1973-1975)
- Fear #29 (1975)
- Ghost Rider (vol. 1) #2 (1967)
- Ghost Rider (vol. 2) #22-25 (1977)
- Giant-Size Avengers #4 (1975)
- Giant-Size Defenders #4-5 (1975)
- Giant-Size Dracula #3-4 (1974-1975)
- Giant-Size Spider-Man #2 (1974)
- Invaders #35, 38 (1978-1979)
- Iron Man #26-31, 33-37 (1970-1971); Annual #12 (1991)
- Journey into Mystery #37, 44, 50, 53, 55-65, 67-68, 73-74, 76-77, 79-80, 82-86, 88, 98-100 (1956-1964)
- Jungle Tales #6-7 (1955); después se volvió Jann of the Jungle #8-11, 14-17 (1955-1957)
- Ka-Zar #2-5, 11 (1974-1975)
- Kid Colt, Outlaw #99-100, 104-105, 135 (1961-1967)
- Marvel Comics Presents #12, 32, 40, 49, 51, 63 (1989-1990)
- Marvel Fanfare #56 (1991)
- Marvel Feature #1 (1971)
- Marvel Premiere #29-30 (1976)
- My Love #14 (1970)
- Mystery Tales #25, 30 (1955)
- Mystic #46, 55 (1956-1957)
- Navy Combat #1-16, 19 (1955-1958)
- Our Love Story #4 (1970)
- Psi-Force #22 (1988)
- Rawhide Kid #17, 20-22, 27, 30-31, 55 (1960-1966)
- Strange Tales #67, 69, 71-83, 87-88, 90-92, 95-96, 98-101, 103, 105, 108, 140, 145-148 (1959-1966)
- Strange Worlds #1-2, 5 (1958-1959)
- Sub-Mariner #64-68 (1973-1974)
- Tales of Suspense #1, 3, 6-13, 15-19, 22, 24, 26, 29-36, 38-39, 42, 44-46, 50-72 (1959-1965)
- Tales to Astonish #2, 4-5, 7-17, 19, 21-25, 27, 30, 32-35, 37-39, 41-43, 45-48, 53-54 (1959-1964)
- Tower of Shadows #2, 4, 9, Annual #1 (1969-1971)
- Two-Gun Kid #45, 58 (1958-1961)
- X-Men #38-42, 44-49, 52, 54-55, 64 (1967-1970)